# Осташ Руслан Іванович
Русла́н Іва́нович О́сташ — український військовик, прапорщик Збройних сил України, учасник російсько-української війни.

## Нагороди
За особисту мужність і героїзм, виявлені у захисті державного суверенітету та територіальної цілісності України, вірність військовій присязі, нагороджений:
- орденом «За мужність» III ступеня (27 червня 2015 року).